# Menjamel capnegre
El menjamel capnegre (Melithreptus affinis) és una espècie d'ocell de la família dels melifàgids (Meliphagidae) que habita boscos oberts i ciutats de l'illa de Tasmània, incloent les illes King i Furneaux.